# Idra (moneta)
L'Idra era un tipo di moneta d'argento coniata a Ferrara sotto Ercole I d'Este e così chiamata perché portava al recto la figurazione della mitica Idra di Lerna dalle molte teste.
Era un testone del valore di dodici soldi.
Analoga figura era incisa su un grossetto recante, sul verso, l'adorazione dei Magi e fatto coniare probabilmente dallo stesso duca estense.